# Cornelia Schlosser
Cornelia Friederica Christiana Schlosser, född Goethe den 7 december 1750 i Frankfurt am Main, död den 8 juni 1777, var syster till diktaren Johann Wolfgang von Goethe och gift med Johann Georg Schlosser.

## Biografi

### Tidiga år
Cornelia uppfostrades tillsammans med sin 15 månader äldre bror och fick samma utbildning som han. Det var fadern som hade entusiasmerats av de nya upplysningstankarna. 1759, när Cornelia var åtta och Johann Wolfgang nio, avled deras gemensamma bror vid sju års ålder.
Cornelia Goethe läste latin, grekiska, franska, engelska, italienska, rättsvetenskap, geografi, matematik och välskrivning. Dessutom fick hon undervisning i sång, pianospel och teckning. Hon lärde sig fäktas och att rida. Hon läste mycket och diskuterade litteraturen med sin bror, som var hennes viktigaste samtalspartner. 
När brodern skickades iväg från hemmet i Frankfurt till universitetet i Leipzig vid 16 års ålder lämnades den ett år yngre Cornelia kvar hemma. Någon tillgång till vidare studier var inte möjlig, men Cornelia ville fortsätta att förkovra sig.

### Brevväxling
En brevväxling mellan syskonen – det finns tretton brev från Johann Wolfgang till Cornelia bevarade – pågick medan Johann Wolfgang studerade. Till en början är han ivrig att vidareförmedla de kunskaper han tillgodogjort sig: "Han skickar anvisningar på vilka böcker hon skall läsa – många är desamma som han själv läser – lär henne att läsa en text grundligt och med eftertanke och har synpunkter på vad hon inte bör läsa.". Han undervisar henne också skriftligt i konsten att skriva brev och uppmuntrar hennes skrivande. 
Cornelia skrev och läste intensivt – men inte alltid det brodern föreskrivit, vilket gör honom förskräckt. Detta uttrycker han också, särskilt när Cornelia börjar skicka honom egna uppsatser: "Ditt brev, dina texter, ditt tänkesätt överväldigar mig. Jag ser inte längre den lilla flickan, Corneliatösen, min syster, min elev, jag ser en mogen ande. /.../ Oh, min syster inga fler sådana brev, jag ber dig, eller jag tystnar...". Så småningom kommer Johann Wolfgang med än tuffare artilleri. Han påpekar att "dina tankar om de flesta förhållanden ännu är mycket förvirrade. Du har visserligen fina känslor, som varje kvinna av din typ, men de är för lätt kända och för lite genomtänkta." Och han fortsätter med att be henne "studera hushåll, inte minst matlagning, öva flitigt på klaveret" och hon skall lära sig dansa, spela de vanligaste kortspelen och klä sig med smak. "Om du gör allt detta tills jag kommer hem, lovar jag dig att du skall bli den mest väluppfostrade, trevligaste, behagligaste, mest älskvärda flicka...". 

### Broderns åsikt om Cornelia
Broderns inställning kan enligt EvaLis Burman tillskrivas inflytande från Jean Jacques Rousseaus uppfostringsroman Émile eller om uppfostran. Sophie är Emiles fästmö och hon är idealkvinnan. Hon är älskvärt olärd, hon "blir inte sin mans lärarinna, utan hans lärjunge... han skall ha glädjen att undervisa henne om allt." Rousseau föreställer sig "skrivande fruntimmer" med fasa, och hans bild av kvinnan som ett dyrkande objekt av subjektet, honom själv, blir den förhärskande framöver.
Cornelias tillgivenhet för brodern hade fått sig en törn och hon var sorgsen över att författardrömmarna inte kunde förverkligas. Hon lät sig intvingas i ett äktenskap där mannen menade att man bara kunde erbjuda kvinnors tomma huvuden lätt andlig underhållning.

### Senare liv
Efter äktenskapets ingående drabbades Cornelia av en nerv- eller muskelsjukdom som band henne till sängen. Hon var djupt deprimerad, födde två barn och dog en för tidig död, 26 år gammal.